# 洛皮塔勒-圣列弗鲁瓦
洛皮塔勒-圣列弗鲁瓦（法語：L'Hôpital-Saint-Lieffroy，法語發音：[lopital sɛ̃ ljɛfʁwa]）是法国杜省的一个市镇，位于该省北部，属于蒙贝利亚尔区。

## 地理
洛皮塔勒-圣列弗鲁瓦（47°23'56"N, 6°27'27"E）面积3.43 平方千米，位于法国勃艮第-弗朗什-孔泰大區杜省，该省份为法国东部内陆省份，北起上索恩省，西接汝拉省，东部及东南部与瑞士接壤，东北部与贝尔福地区省接壤。
与洛皮塔勒-圣列弗鲁瓦接壤的市镇（或旧市镇、城区）包括：方丹莱克莱瓦勒、瓦朗、耶夫尔帕鲁瓦斯、派德克莱瓦勒。

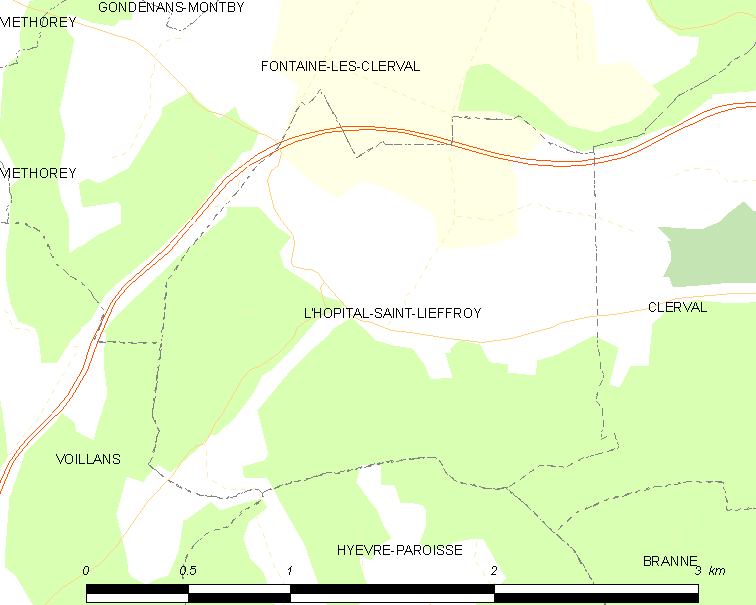
洛皮塔勒-圣列弗鲁瓦的OSM定位图

洛皮塔勒-圣列弗鲁瓦的时区为UTC+01:00、UTC+02:00（夏令时）。

## 行政
洛皮塔勒-圣列弗鲁瓦的邮政编码为25340，INSEE市镇编码为25306。

## 政治
洛皮塔勒-圣列弗鲁瓦所属的省级选区为巴旺县。

## 人口

1962-2008年间洛皮塔勒-圣列弗鲁瓦人口变化图示

洛皮塔勒-圣列弗鲁瓦于2022年1月1日时的人口数量为122人。